# Zemfira Meftachetdinowa

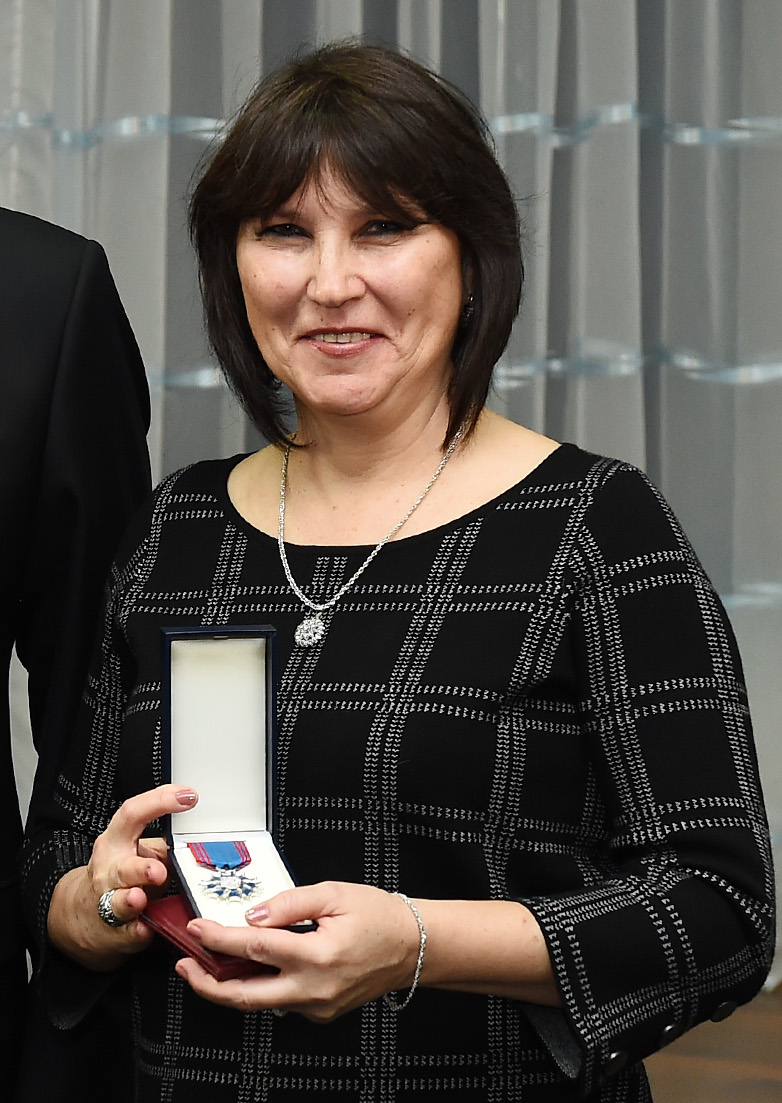
Zemfira Meftachetdinowa (2017)

Zemfira Alijewna Meftachetdinowa (aserbaidschanisch Zemfira Əli qızı Meftahətdinova; * 28. Mai 1963 in Baku, Aserbaidschanische SSR) ist eine ehemalige sowjetische, ab 1993 aserbaidschanische Sportschützin. Sie gewann 2000 als erste Frau eine olympische Goldmedaille für Aserbaidschan, bis heute (Stand April 2021) ist sie die einzige Olympiasiegerin ihres Landes.

## Karriere
Zemfira Meftachetdinova begann 1976 mit dem Schießsport. 1986 gewann sie die Silbermedaille im Skeet bei den Europameisterschaften. Nach Bronze 1987 folgten 1988 und 1990 zwei weitere Silbermedaillen.
Nach Auflösung der Sowjetunion trat sie bei den Europameisterschaften 1993 erstmals für Aserbaidschan an, stellte mit 118 Treffern von 125 Schüssen einen Weltrekord auf und gewann den Titel. 1995 stellte sie ihren Weltrekord bei den Weltmeisterschaften ein und gewann ihren ersten WM-Titel. 1997 gewann sie ihren zweiten Europatitel mit Einstellung des zu dieser Zeit gültigen Weltrekords von 119 Treffern.
Bei den Olympischen Spielen 2000 in Sydney wurde das Skeet-Schießen erstmals als olympischer Frauenwettbewerb ausgetragen. Der Modus wurde von 125 Schuss geändert auf 75 Schuss im Vorkampf und 25 Schuss im Finale. Zemfira Meftachetdinowa qualifizierte sich mit 73 Treffern für das Finale und gewann mit 25 Treffern im Finale die Goldmedaille vor der Russin Swetlana Djomina und der Ungarin Diána Igaly.
2001 gewann Meftachetdinowa mit 94 Treffern (72+22) ihren zweiten Weltmeistertitel, 2003 schoss sie bei der Europameisterschaft 96 Treffer (73+23) und erhielt ihre dritte EM-Goldmedaille. Bei den Olympischen Spielen 2004 in Athen erreichte sie mit 93 Treffern (71+22) den dritten Platz hinter Diána Igaly und der Chinesin Wei Ning.
Die für Dinamo Baku antretende Polizistin blieb noch bis 2014 aktiv, konnte aber nach 2004 keine internationalen Medaillen mehr gewinnen. Bei ihrer dritten Olympiateilnahme 2008 in Peking verpasste sie als 15. des Vorkampfs den Finaleinzug.